# 仁川国际机场铁路1000系电力动车组
仁川国际机场铁路1000系电力动车组（：／）是韩国铁道公社机场快线的一款直达型电力动车组，在仁川国际机场铁路运营。

## 概况
1000系电力动车组是韩国铁道公社机场快线的列车，是交流用车辆，由现代Rotem负责改造，在2007年正式使用。运行于仁川国际机场铁路。列车客室车门为内崁式门，每节车厢共2对车门，列车在两端设有紧急出口，目前均为6编组，共6组，配属于龙游车辆基地。列车已全部安装液晶显示屏。

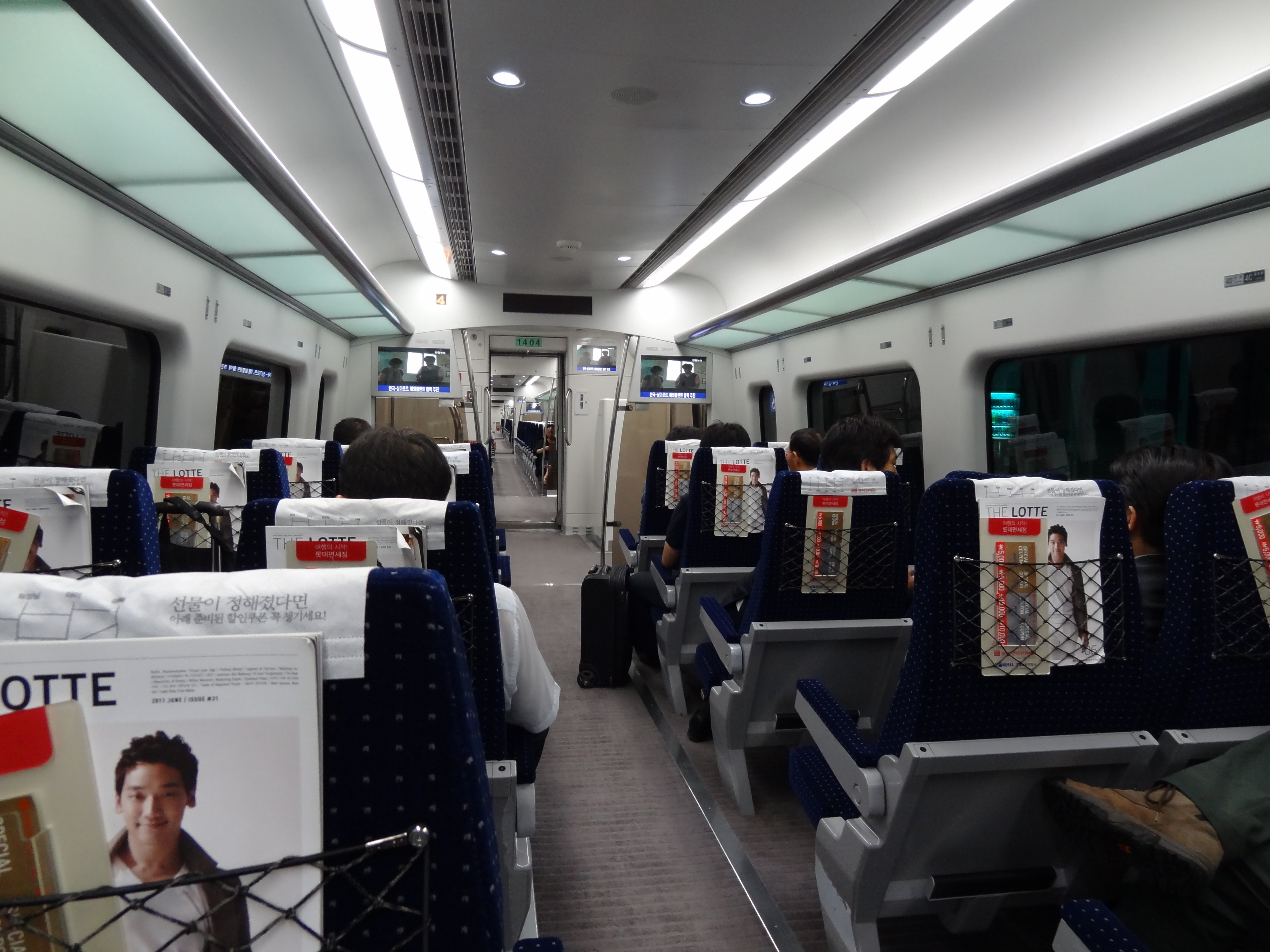
列车内部
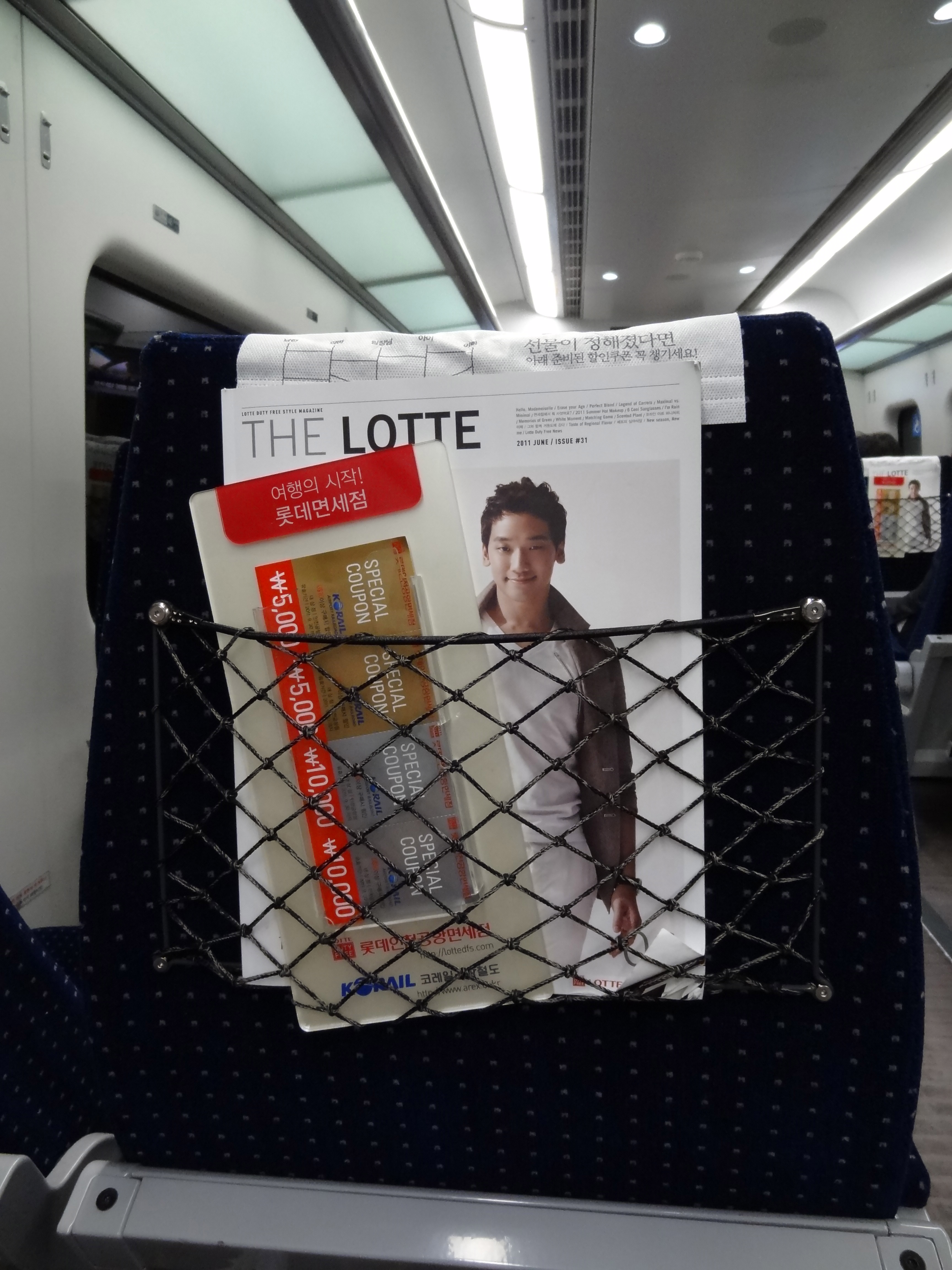
座椅后部
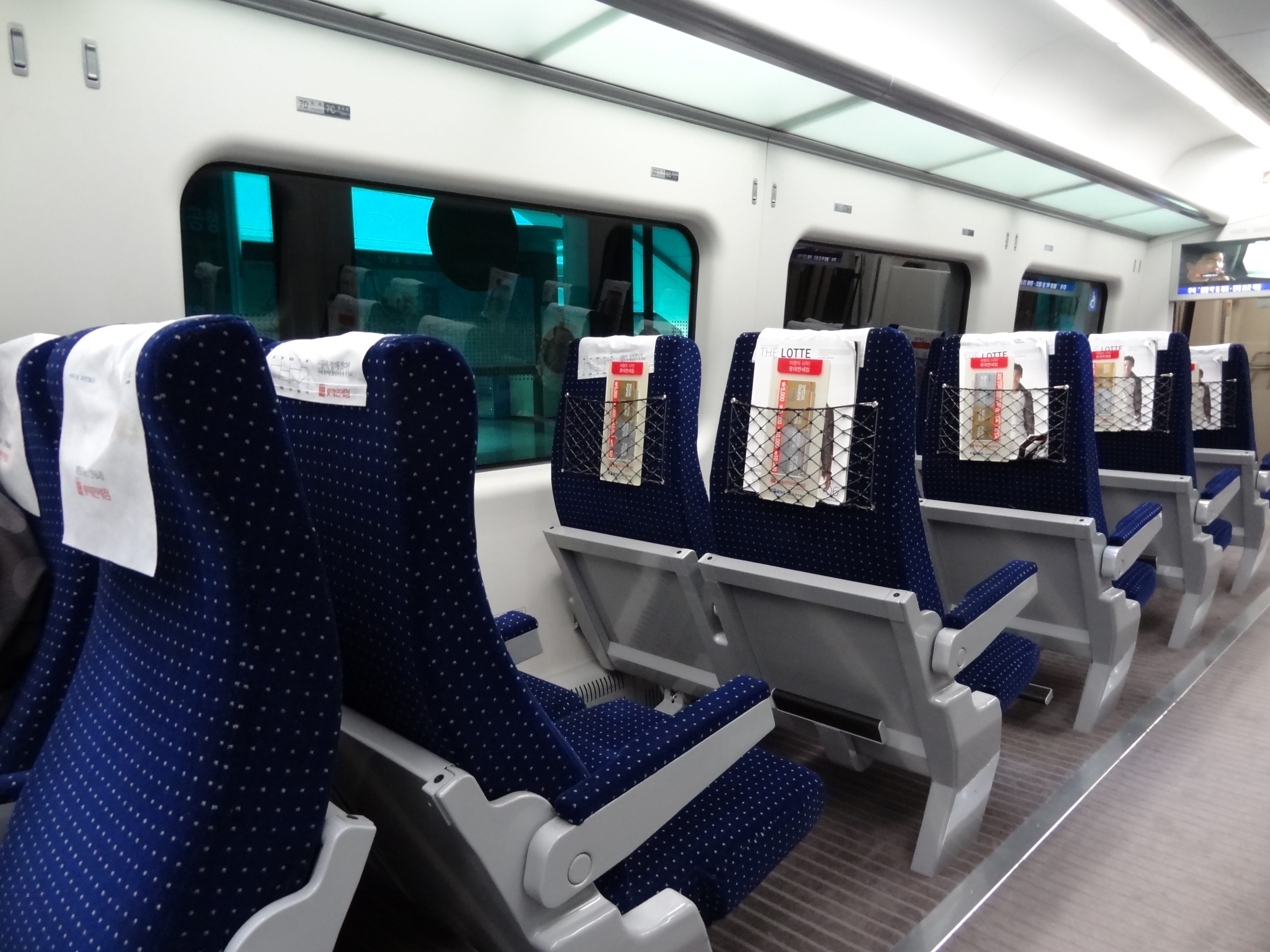
可旋转座椅

## 列车内部配置
本款列车为首尔-仁川国际机场的直达型列车，其車輛規格和性能與同一公司使用的2000系電聯車相同，列车内部的座位共272个，每个坐席均有脚踏板，列车还安装有液晶电视、行李架和Wi-Fi，第4節車廂設有洗手间（最初沒有洗手间，直至2014年才陸續安裝）。此外，本列车配备有乘务员，乘务员由女性担当。第6節車廂有一半空間用於在城市機場航站樓為乘客運送行李。